# Újbakóca
Újbakóca (horvátul: Nova Bukovica) falu és község (općina) Horvátországban Verőce-Drávamente megyében.

## Fekvése
Verőcétől légvonalban 35, közúton 39 km-re délkeletre, Szalatnoktól 7 km-re délkeletre, Nyugat-Szlavóniában, a Drávamenti-síkság szélén, a Papuk-hegység északi lábánál, a Varasdot Eszékkel összekötő 2-es számú, Drávamenti főút mentén, Kozice és Szentmiklós között fekszik.

## A község települései
A községhez Újbakócán kívül közigazgatásilag Alsóbakóca, Bjelkovac, Brezik, Bukovački Antunovac, Dobrović, Gornje Viljevo és Miljevci települések tartoznak.

## Története
A régészeti leletek tanúsága szerint területe már a bronzkor óta lakott volt. A település Raholca felőli végén a „Sjenjak“ nevű lelőhelyen 1997 és 2000 között Kornelija Minichreiter vezetésével régészeti feltárás zajlott. A 2-es számú főúttól északra fekvő, mezőgazdasági művelésű területet 3500 négyzetméreten tárták fel. Ennek során az i. e. 2. század második felétől az i. e. 1. századig lakott, a latén kultúrához tartozó késő bronzkori és kora vaskori település maradványait tárták fel. A több mint 1200 lelet között számos kerámia töredék, házak alapjai, bronzból, vasból, borostyánból és üvegből készített tárgy került elő. A lelőhelyen 2007-ben tovább folytatódtak az ásatások, melyek máig sem fejeződtek be teljesen. Az újabb ásatások legértékesebb lelete egy ritka kelta ezüstpénz volt.
A középkorban a Bakóca nevű település volt a helyén. Szent Kozma és Damján vértanúk tiszteletére szentelt plébániatemplomát 1334-ben említi pápai tizedjegyzék „Item ecclesia sanctorum Cosme et Damiani de Boeoucha” alakban. 1501-ben említik Balázs nevű plébánosát, Pál nevű terciáriusát, valamint Jakab és György nevű prebendáriusait. („Blasius plebanus de Bakocza. Paulus terciarius ibidem. Jacobus, Gregorius prebendarii. Alter Gregorius prebendarius, et capellanus pauper.”) Bakóca középkori vára a mai Újbakóca központjában, a mai plébániatemplomtól északra, a plébánia udvarán állt. A felszínen csak a központi platót övező sánc maradványai láthatók. A faluról készített légifelvételen jól kivehető a kör alaprajzú vár központi része, az egykori várárok és a sánc sötétebb elszíneződésű nyoma. A középkori templom a vár és a sánc között állt. Alapfalait 1904-ben az új templom építésekor kiásták, eszerint 24 méter hosszú volt. 1543-ban török kézre került a vár és a település, melynek eredeti lakossága elmenekült.
A ma Újbakócához tartozó Felsőbakóca település a 16. század végén, vagy a 17. század elején keletkezett pravoszláv vlachok betelepítésével, akik a török uralom idején a környező földeket művelték meg. Az 1660-as egyházlátogatás a középkori templomot romokban találta, hívei szétszéledtek. A történeti források szerint 40 háztartás volt a településen. A térség 1684-ben szabadult fel a török uralom alól, de a lakosság részben helyben maradt. Felsőbakóca 1698-ban Szlavónia felszabadított településeinek összeírásában „pagus Bukovicza Superior” néven 10 családdal szerepel.
Újbakóca, ahogyan a neve is mutatja csak később, a 18. században keletkezett Felsőbakócától északnyugatra. Az első katonai felmérés térképén „Dorf Nova Bukovicza” néven találjuk. Lipszky János 1808-ban Budán kiadott repertóriumában „Bukovicza (Nova)” néven szerepel. Nagy Lajos 1829-ben kiadott művében „Bukovicza (Nova, Uj)” néven 96 házzal, 322 katolikus és 268 ortodox vallású lakossal szerepel. Felsőbakócát „Bukovicza (Gorna, Sup.)” néven ugynaitt 59 házzal, 28 katolikus és 266 ortodox vallású lakossal találjuk.
1857-ben 495, 1910-ben 1373 lakosa volt. 1910-ben a népszámlálás adatai szerint lakosságának 67%-a horvát, 13%-a német, 10%-a szerb, 6%-a magyar anyanyelvű volt. Verőce vármegye Szalatnoki járásának része volt. Az első világháború után 1918-ban az új szerb-horvát-szlovén állam, majd később (1929-ben) Jugoszlávia része lett. A második világháború idején a magyar és német lakosságot elűzték. Az 1960-as évektől fogva a fiatalok elvándorlása miatt a lakosság száma folyamatosan csökken. Gornja és Nova Bukovicát 1981-ben egyesítették. 1991-ben lakosságának 87%-a horvát, 8%-a szerb nemzetiségű volt. 2011-ben 802 lakosa volt.

## Lakossága
| Lakosság változása | Lakosság változása | Lakosság változása | Lakosság változása | Lakosság változása | Lakosság változása | Lakosság változása | Lakosság változása | Lakosság változása | Lakosság változása | Lakosság változása | Lakosság változása | Lakosság változása | Lakosság változása | Lakosság változása | Lakosság változása |
| ------------------ | ------------------ | ------------------ | ------------------ | ------------------ | ------------------ | ------------------ | ------------------ | ------------------ | ------------------ | ------------------ | ------------------ | ------------------ | ------------------ | ------------------ | ------------------ |
| 1857               | 1869               | 1880               | 1890               | 1900               | 1910               | 1921               | 1931               | 1948               | 1953               | 1961               | 1971               | 1981               | 1991               | 2001               | 2011               |
| 495                | 792                | 762                | 1.067              | 1.225              | 1.373              | 1.453              | 1.520              | 1.535              | 1.529              | 1.423              | 1.354              | 1.112              | 1.070              | 872                | 802                |

## Nevezetességei
- A Nagyboldogasszony tiszteletére szentelt római katolikus plébániatemplomának[9] elődje középkori eredetű, már 1334-ben említi a pápai tizedjegyzék. Az a templom még Szent Kozma és Damján vértanúk tiszteletére volt szentelve. 1778 és 1786 között új templomot építettek részben a régi templom, részben a középkori vár anyagából. 1812-ben megalapították a helyi plébániát, ezzel a templom plébániatemplom rangjára emelkedett. Ez 1904-ig szolgált istentiszteletek tartására. 1904 és 1907 között építették fel a falu akkori kegyura Pejácsevich gróf anyagi támogatásával és a falu híveinek fizikai munkájával mai neogótikus templomot. A templom építésze Herman Borchard volt. A templom egyhajós épület. A szentélyben található főoltáron középen az égbe emelkedő Szűz Mária, kétoldalt Szent Cirill és Metód szobrai állnak. A bal oldali mellékoltár a Háromkirályok, a jobb oldali Szent Anna tiszteletére van szentelve. Az orgona Csehországban készült. Különösen értékesek a keresztút képei, melyek Josip Kaplan zágrábi mester munkái 1923-ból. a toronyórát 1938-ban készítette Ivan Zelenko eszéki mester. A templom szolgálatát az 1960-as évektől 2007-ig a diakovári keresztes nővérek látták el. Az épület legutóbbi felújítása 2015-ben kezdődött.
- A templomtól északra, a plébánia terjedelmes udvarán állt a középkorban Bakóca vára.[10] A várból mára falak nem maradtak, a romokat a templom és a plébánia építéséhez hordták el. A várhely a központi platóból és a körülötte emelt mesterséges sáncból áll. A sánc északnyugatról a plató délkeleti oldaláig, míg az északkeleti oldalon a plébánia épületéig húzódik. A várhelytől délnyugatra és nyugatra található szántóföldön sok középkori és történelem előtti apró kerámiatöredék került elő. A vár a település legmagasabban fekvő részén állt, ahonnan az egész környező vidéket be lehetett látni.
- A település központjától keletre körülbelül 1 km-re, egy magas gerincen található a Sjenjak régészeti lelőhely. Északról a Szalatnok-Eszék vasút, keletről a Topoljak vagy Dugi potok patak, nyugaton pedig a Papuk-hegység északi részének lejtői határolják. A lelőhelyet 1976-ban fedezték fel, 1997 óta szisztematikusan vizsgálták, és dokumentálták az urnamezős kultúra településének (i. e. 11 - i. e. 8. század), valamint a La Tène-kultúra településének (i. e. 2. - i. e. 1. század) maradványait. Az idősebb település a Drávamenti-síkság késő bronzkori településhálózatához tartozik, leletanyaga pedig a Horvátország középső részén, Kelet-Szlavóniában és Közép-Európában található hasonló korú településekkel rokon.[11]

## Kultúra
A KUD „Lipa” Nova Bukovica kulturális és művészeti egyesületet 2013-ban alapították. Az egyesületnek, mely mintegy ötven tagot számlál jelenleg öt szekciója működik, gyermek és felnőtt folklór, gyermek és felnőtt színjátszó, valamint kézimunka csoport.

## Oktatás
A település első iskolája 1868-ban nyílt meg, 1880-tól négyosztályos iskolaként működött. Az intézmény 1968-ban vette fel Vladimir Nazor nevét. Az 1970/71-es tanévben egy tűzvész az épület nagy részét használhatatlanná tette. 1983-ban a szentmiklósi iskolához csatolták, 1994-ben újra önálló lett. 2009 és 2013 között felépült az iskola új, korszerű épületszárnya.

## Sport
Az NK Zrinski Nova Bukovica labdarúgóklubot 1933-ban alapították.

## Egyesületek
- A DVD Nova Bukovica – Brezik önkéntes tűzoltóegyesületet 1904-ben alapították. Az egyesületnek ma 30 aktív tagja van. 75 fiatal és 190 támogató is tagja az egyesületnek.
- A helyi informatikai és technikai egyesületet 2009-ben alapították. Célja többek között az informatikai és a hozzá kapcsolódó technológiák fejlesztése.
- A „Bukovica u srcu” nőegylet mintegy 40 tagot számlál. A kulturális örökség őrzésére, a régi plébániaépületben elhelyezett falumúzeum, valamint az idősek gondozására alakult.